# Украјинска азбука
Украјинска азбука је скуп слова који се користе за писање украјинског, службеног језика Украјине. То је једна од националних варијација ћирилице. Савремена украјинска азбука састоји се од 33 слова. 
На украјинском језику се назива українська абетка  ( IPA:   ; тр. Украиинс'ка абетка ), из почетних слова а ( тр. А ) и б ( тр. Б ); алфавіт  ( тр. алфавит ); или, архаично, азбука  ( тр. азбука ), од акрофонског раног назива азъ  ( тр. аз ) и буки  ( тр. буки ). 
Украјински текст је понекад романизован (написан латиничним писмом) за читаоце који не разумеју ћирилицу. Било је и неколико историјских предлога за домаћи латинични алфабет за украјински, али ниједан се није задржао. 

## Абецеда
| А а | Б б | В в | Г г | Ґ ґ | Д д | Е е | Є є | Ж ж | З з | И и |
| І і | Ї ї | Й й | К к | Л л | М м | Н н | О о | П п | Р р | С с |
| Т т | У у | Ф ф | Х х | Ц ц | Ч ч | Ш ш | Щ щ | Ь ь | Ю ю | Я я |

Абецеда садржи тридесет три слова која представљају тридесет осам фонема (значајне јединице звука) и додатни знак: апостроф. Украјинска ортографија (правила писања) заснива се на фонемском принципу, при чему једно слово углавном одговара једној фонеми. Ортографија такође има случајеве у којима се примењују семантички, историјски и морфолошки принципи. У украјинској абецеди "ь" би такође могло бити последње слово у абецеди. 
Двадесет слова представљају сугласнике (б, г, ґ, д, ж, з, к, л, м, н, п, р, с, т, ф, х, ц, ч, ш, щ), десет самогласника (а, е, є, и, і, ї, о, у, ю, я) и два полугласа (и, й, и в). Меки знак (ь) нема значење када се пише сам, али када се пише након сугласника, то значи да је сугласник мекан ( палатализиран). 
Апостроф негира палатализацију на мјестима која би се примјењивала по нормалним ортографским правилима. Такође се појављује након уснених сугласника у неким речима, као што су ім'я́ и задржава се у транслитерацији са латиничног писма: Кот-д’Івуар  (Обала Слоноваче) и О’Тул  (O'Toole). 
У поређењу са другим ћирилицама, савремена украјинска абецеда најсличнија је онима из осталих источнословенских језика : белоруског, руског и русинског . Сачувала је и два облика гласа „и”: і (и) и иже (и ) представљати повезане звукове  и  као и два историјска облика е (е) и ие є). Јединствена слова су следећа: 
- Ґ, користи се за мање уобичајени  звук, док је у украјинском обично ћирилично г представља глоттал фрикативни (слично холандској г),
- Ї/ї,  или .

Апостроф се на сличан начин користи у бјелоруској ортографији, док исту функцију у руској азбуци обавља тврди знак (ъ): Украјински об'єкт и бјелоруски аб'ект, а руски объект ("предмет"). 
|      |  | 0 | 1 | 2 | 3 | 4 | 5 | 6 | 7 | 8 | 9 | A | B | C | D | E | F |
| 0400 |  | Ѐ | Ё | Ђ | Ѓ | Є | Ѕ | І | Ї | Ј | Љ | Њ | Ћ | Ќ | Ѝ | Ў | Џ |
| 0410 |  | А | Б | В | Г | Д | Е | Ж | З | И | Й | К | Л | М | Н | О | П |
| 0420 |  | Р | С | Т | У | Ф | Х | Ц | Ч | Ш | Щ | Ъ | Ы | Ь | Э | Ю | Я |
| 0430 |  | а | б | в | г | д | е | ж | з | и | й | к | л | м | н | о | п |
| 0440 |  | р | с | т | у | ф | х | ц | ч | ш | щ | ъ | ы | ь | э | ю | я |
| 0450 |  | ѐ | ё | ђ | ѓ | є | ѕ | і | ї | ј | љ | њ | ћ | ќ | ѝ | ў | џ |
| 0460 |  | Ѡ | ѡ | Ѣ | ѣ | Ѥ | ѥ | Ѧ | ѧ | Ѩ | ѩ | Ѫ | ѫ | Ѭ | ѭ | Ѯ | ѯ |
| 0470 |  | Ѱ | ѱ | Ѳ | ѳ | Ѵ | ѵ | Ѷ | ѷ | Ѹ | ѹ | Ѻ | ѻ | Ѽ | ѽ | Ѿ | ѿ |
| 0480 |  | Ҁ | ҁ | ҂ | ҃  | ҄  | ҅  | ҆  | ҇  | ҈  | ҉  | Ҋ | ҋ | Ҍ | ҍ | Ҏ | ҏ |
| 0490 |  | Ґ | ґ | Ғ | ғ | Ҕ | ҕ | Җ | җ | Ҙ | ҙ | Қ | қ | Ҝ | ҝ | Ҟ | ҟ |
| 04A0 |  | Ҡ | ҡ | Ң | ң | Ҥ | ҥ | Ҧ | ҧ | Ҩ | ҩ | Ҫ | ҫ | Ҭ | ҭ | Ү | ү |
| 04B0 |  | Ұ | ұ | Ҳ | ҳ | Ҵ | ҵ | Ҷ | ҷ | Ҹ | ҹ | Һ | һ | Ҽ | ҽ | Ҿ | ҿ |
| 04C0 |  | Ӏ | Ӂ | ӂ | Ӄ | ӄ | Ӆ | ӆ | Ӈ | ӈ | Ӊ | ӊ | Ӌ | ӌ | Ӎ | ӎ | ӏ |
| 04D0 |  | Ӑ | ӑ | Ӓ | ӓ | Ӕ | ӕ | Ӗ | ӗ | Ә | ә | Ӛ | ӛ | Ӝ | ӝ | Ӟ | ӟ |
| 04E0 |  | Ӡ | ӡ | Ӣ | ӣ | Ӥ | ӥ | Ӧ | ӧ | Ө | ө | Ӫ | ӫ | Ӭ | ӭ | Ӯ | ӯ |
| 04F0 |  | Ӱ | ӱ | Ӳ | ӳ | Ӵ | ӵ | Ӷ | ӷ | Ӹ | ӹ | Ӻ | ӻ | Ӽ | ӽ | Ӿ | ӿ |
| 0500 |  | Ԁ | ԁ | Ԃ | ԃ | Ԅ | ԅ | Ԇ | ԇ | Ԉ | ԉ | Ԋ | ԋ | Ԍ | ԍ | Ԏ | ԏ |
| 0510 |  | Ԑ | ԑ | Ԓ | ԓ | Ԕ | ԕ | Ԗ | ԗ | Ԙ | ԙ | Ԛ | ԛ | Ԝ | ԝ | Ԟ | ԟ |
| 0520 |  | Ԡ | ԡ | Ԣ | ԣ | Ԥ | ԥ | Ԧ | ԧ | Ԩ | ԩ | Ԫ | ԫ | Ԭ | ԭ | Ԯ | ԯ |